# Hardsyssel Efterskole
Hardsyssel Efterskole er en efterskole lidt syd for Vejrum Kirke i Vejrum Kirkeby i Struer Kommune.
Den blev oprettet af FDF i 1970 og opkaldt efter Hardsyssel.
Skolen tilbyder seks linjefag: Outdoor, Kunst, Film, Musik, Sport og E-sport, samt +35 forskellige valgfag. 